# Nghĩa Sơn
	Nghĩa Sơn		là một xã thuộc tỉnh Ninh Bình, Việt Nam. Trụ sở xã nằm cách phường Hoa Lư - trung tâm tỉnh lỵ Ninh Bình 25 km về phía Đông.		
Theo Nghị quyết số 1674/NQ-UBTVQH15 ngày 16/6/2025 về sắp xếp các đơn vị hành chính cấp xã của tỉnh Ninh Bình năm 2025, 	sắp xếp xã Nghĩa Lạc và xã Nghĩa Sơn thành xã mới có tên gọi là xã Nghĩa Sơn.	
Xã Nghĩa Sơn	có diện tích:	26,83	km², 	dân số:	28.669	người, mật độ dân số: 	1069	người/km². 	
Đây là đơn vị có diện tích xếp thứ:	61	, số dân xếp thứ: 	78	và mật độ dân số xếp thứ: 	79	trong số 129 xã, phường ở Ninh Bình. 
Nghĩa Sơn là dải đất hẹp nằm kẹp giữa hai sông lớn. Đây là nơi có sông Đáy và sông Ninh Cơ chảy qua.
1. ↑  Nghị quyết của Quốc hội về sắp xếp các đơn vị hành chính cấp xã của tỉnh Ninh Bình năm 2025